# 于静 (雪橇曲棍球运动员)
于静（1983年9月22日—），山东青岛人，中国女子雪橇曲棍球运动员，下肢残疾。2022年参加冬季残疾人奥林匹克运动会，是本届冬残奥会中唯一一名参加雪橇曲棍球项目的女子运动员。
2021年，于静和队友获得在瑞典厄斯特松德举办的世界残疾人冰球锦标赛B组冠军。

## 经历
于静曾从事过轮椅击剑、坐式排球、轮椅篮球等项目，2019年开始从事雪橇曲棍球运动。2022年参加冬季残疾人奥林匹克运动会，是本届冬残奥会中唯一一名参加雪橇冰球项目的女子运动员，也是世界上第三位参加该项目奥运会比赛的女子运动员（之前分别是1994年冬残奥会的挪威运动员布里特·姆贾森德(Brit Mjaasund Oeyen)和2018年冬残奥会的莉娜·施罗德(Lena Schroeder)。3月8日，于静在与意大利的比赛中首次上场，出场时间为5分16秒。